# William Edward Dodd

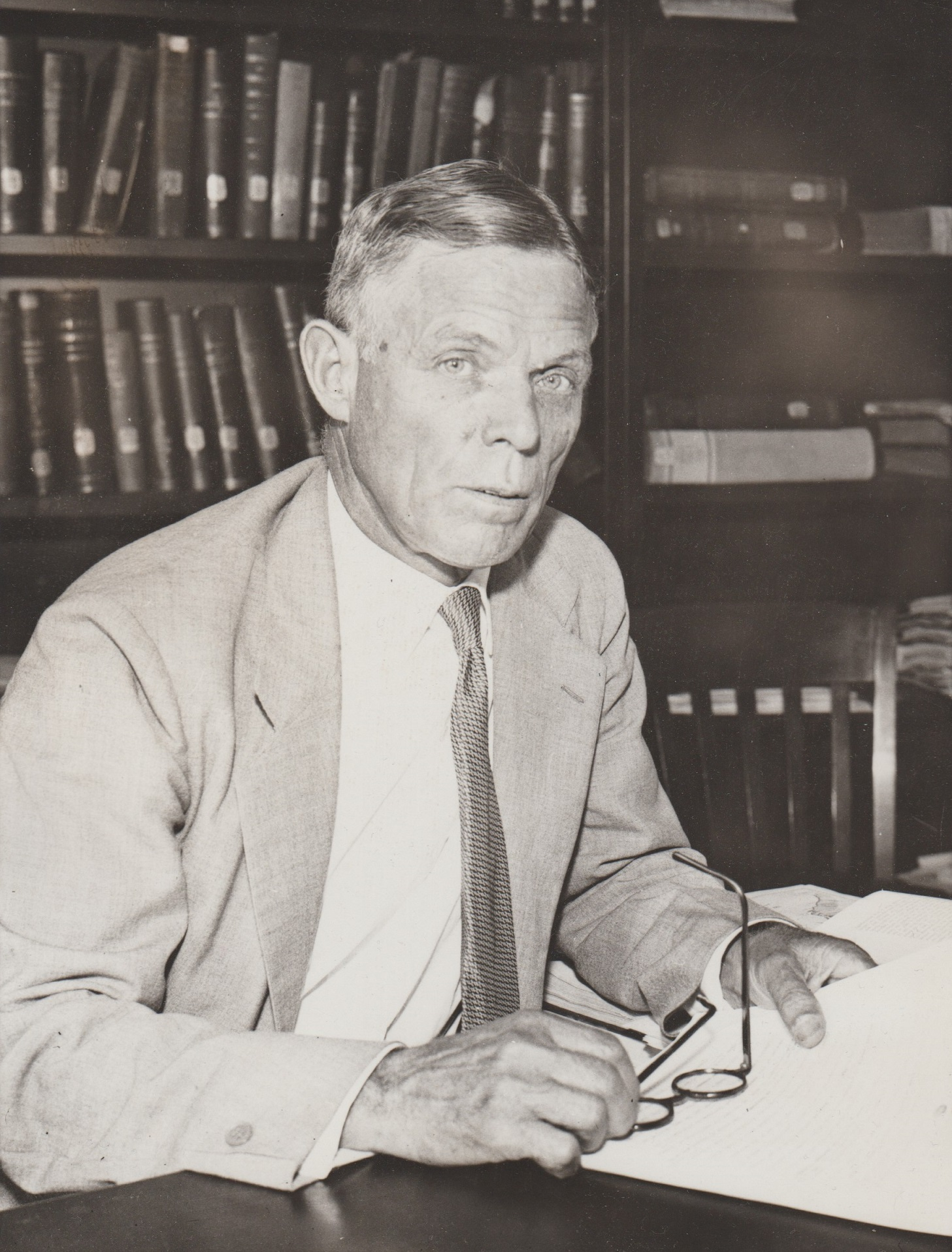
William Edward Dodd (1933)

William Edward Dodd (* 27. Oktober 1869 in Clayton, North Carolina; † 9. Februar 1940 in Round Hill, Virginia) war ein US-amerikanischer Historiker und Diplomat. Bekannt wurde er durch verschiedene historische Werke über die Südstaaten, aber vor allem durch die Veröffentlichung seines Tagebuches, das er während seiner Zeit als US-Botschafter im Dritten Reich von 1933 bis 1937 führte.

## Leben und Wirken
Dodd entstammte einer alten virginischen Familie. Nach den Jugendjahren auf der Farm seiner Eltern graduierte er am Virginia Polytechnic Institute. Es schloss sich eine Studienzeit in Deutschland an der Universität Leipzig an, wo Dodd im Jahr 1900 nach erfolgreicher Verteidigung einer Arbeit über Thomas Jefferson promoviert wurde. Zurück in den USA war er Professor für Geschichte, von 1900 bis 1908 am Randolph-Macon College in Ashland, Virginia und von 1908 bis 1933 an der University of Chicago. 1933 wurde er von Präsident Franklin D. Roosevelt als Botschafter nach Berlin geschickt, ein Posten, den er bis Ende 1937 versah. Nach Amerika zurückgekehrt ging Dodd in den Ruhestand und starb 1940 auf seiner Farm in Virginia. Seine Frau war bereits kurz nach der Rückkehr aus Deutschland 1938 gestorben.
Sein Sohn William E. Dodd jr. und seine Tochter Martha Dodd engagierten sich aufgrund ihrer Erfahrungen in Deutschland und der Berichte ihres Vaters in antifaschistischen Bewegungen. Nach dem Zweiten Weltkrieg wurden sie als sowjetische Spione verdächtigt, Martha Dodd-Stern emigrierte schließlich nach Prag.

### Historiker
Schwerpunkt seiner Arbeit waren der „alte Süden“ und der Sezessionskrieg. Er veröffentlichte Biographien von Nathaniel Macon (1903) und Jefferson Davis (1907). Weitere Werke waren Statesmen of the Old South (1911), und The Old South: Struggles for Democracy (1937). Einen zweiten Band von The Old South konnte Dodd nicht mehr fertigstellen, der nervlich belastende Aufenthalt in Berlin hatte seine Gesundheit untergraben. Dodd publizierte zudem als Herausgeber die öffentlichen Papiere des früheren US-Präsidenten Woodrow Wilson.
1936 wurde er gewähltes Mitglied der American Philosophical Society.

### Diplomat
Dodd war Quereinsteiger im diplomatischen Dienst. Roosevelt berief mit Dodd einen ausgewiesenen Liberalen und Demokraten, der aufgrund seiner Studienzeit in Leipzig fließend Deutsch sprach und als Verehrer der deutschen Kultur galt. In Berlin wurde Dodd jedoch bald zu einem vehementen Gegner des Nazi-Regimes. Er setzte sich für politisch Verfolgte, wie etwa Carl von Ossietzky, ein und verweigerte die Teilnahme an den Nürnberger Reichsparteitagen. Sowohl aufgrund der scheinbaren Hoffnungslosigkeit seiner Bemühungen als auch aufgrund von Widerständen gegen seine Arbeit innerhalb des State Department, wo Dodd vor allem in Sumner Welles einen Gegner seiner Arbeit sah, resignierte er im Laufe des Jahres 1937 und bat um Ablösung von seinem Posten.